# Mariano Catalina Cobo
Mariano Catalina i Cobo (Conca, 26 de juliol de 1842 - Madrid, 2 d'octubre de 1913), poeta, dramaturg, escriptor, diputat i senador espanyol, nebot del també escriptor i polític Severo Catalina del Amo.
Es va llicenciar en Dret a Madrid. Va ser redactor del setmanari El Espíritu de Madrid en 1863, i col·laborador de Gente Vieja i La Illustración Católica; va pertànyer al Cos Facultatiu d'Arxivers, Bibliotecaris i Arqueòlegs des de 1866. Va ser Conseller del Regne i President del Tribunal de Comptes, acadèmic de la Reial Espanyola de la Llengua des de 1881 diputat a Cortes de 1884 a 1891 i senador del regne per la província de Guadalajara (1900), per la de Conca (1903-1904) i per dret propi (1903-1911). També fou comanador de l'Orde de Carles III.

## Obres
Va editar una Biblioteca de Autores Castellanos i compongué una sèrie de peces teatrals: El Tasso, Massaniello, No hay buen fin por mal camino, Luchas de amor y Alicia. Escribió además Leyendas históricas de artistas célebres, Leyendas piadosas de vidas de santos i Poesías, cantares y leyendas.